# プリーグニッツ郡
プリーグニッツ郡 (ドイツ語: Landkreis Prignitz, ドイツ語発音: [ˌpriːɡnɪt͡s]) は、ドイツ、ブランデンブルク州の北西端に位置する郡である。郡名は歴史的景観、プリーグニッツに因んだものである。

## 地理
ブランデンブルク州内では、他の郡とは離れた位置にあり、いくつもの点で特別な郡である。郡の境界の半分以上が、他州との境界となっている。境界を接するのは、ブランデンブルク州の郡とは1つのみで、残りの3郡は全て異なる州に属している。北部ではメクレンブルク＝フォアポンメルン州のルートヴィヒスルスト＝パルヒム郡、東部ではブランデンブルク州のオストプリーグニッツ＝ルピーン郡、南部ではザクセン＝アンハルト州のシュテンダール郡、西部ではニーダーザクセン州のリューヒョウ＝ダンネンベルク郡である。

## 歴史
プリーグニッツ郡は1993年ブランデンブルク州郡改革の一環として、同年12月6日、旧プリッツヴァルク郡の大部分、旧ペルレベルク郡、また旧キューリッツ郡のアムト・グムトウから編成された。
旧プリッツヴァルク郡では当時の自治体、ブルーメンタール、グラーボウ、ローゼンヴィンケルは、オストプリーグニッツ＝ルピーン郡の所属となった。また旧ペルレベルク郡には今日のアムト・レンツェン＝エルプタールアウエ所属の自治体が含まれる。これは1992年7月31日まではメクレンブルク＝フォアポンメルン州のルートヴィヒスルスト郡に所属していた。ただしクムローゼンはその以前からペルレベルク郡の所属であった。なおアムト・グムトウには自治体バーレンティーン、ダネンヴァルデ、デーマーティーン、デレン、グランツォウ、グムトウ (Gumtow)、コールレップ、クーノウ、シュレープコウ、フェーリーン、フェーロウ、ヴーティケ が含まれる。
郡の名称と郡庁所在地は、1993年4月22日のプリーグニッツ法 (Prignitz-Gesetz) によって定められた。
今日のプリーグニッツ郡の領域には、1818年から1952年まではオストプリーグニッツ郡、ヴェストプリーグニッツ郡が設置され、郡庁は各々キューリッツとペルレベルクに置かれていた。

## 人口動態
プリーグニッツ郡の人口密度はドイツ全郡で最低となっている。
以下の表は、プリーグニッツ郡の人口動態を示している（1990年は10月3日付、1991年からは12月31日付け）。数値は統計時の郡域によるものである（当郡成立以前の1990年から1992年の数値は、1993年12月6日の領域に合わせた数値）。
| 年   | 人口    |
| ---- | ------- |
| 1990 | 109,435 |
| 1991 | 105,987 |
| 1992 | 104,690 |
| 1993 | 103,740 |
| 1994 | 102,650 |
| 1995 | 101,421 |
| 1996 | 100,422 |
| 1997 | 99,024  |
| 1998 | 98,205  |
| 1999 | 97,076  |

| 年   | 人口   |
| ---- | ------ |
| 2000 | 95,701 |
| 2001 | 94,015 |
| 2002 | 92,646 |
| 2003 | 91,214 |
| 2004 | 89,792 |
| 2005 | 88,340 |
| 2006 | 87,221 |
| 2007 | 85,705 |
| 2008 | 84,284 |
| 2009 | 83,086 |

| 年   | 人口   |
| ---- | ------ |
| 2010 | 82,023 |
| 2011 | 79,574 |
| 2012 | 78,799 |
| 2013 | 77,993 |

- 現在の郡域の人口動態と予測
- 1875年からの人口動態（領域は今日のもの）
- 人口動態予測
- 年齢構成予測

出典：ベルリン＝ブランデンブルク統計局、ブランデンブルク州建設交通局、ベルテルスマン財団による詳細なデータはWikimedia Commonsの Population Projection Brandenburg にある。

## 政治

### 郡議会
2014年5月25日に、郡長と46人の議員からなる郡議会の選挙が行われた。結果は以下の通りである。
| 政党                                                          | 得票数 2008年 | 得票率 2008年 | 議席数 2008年 | 得票数 2014年 | 得票率 2014年 | 議席数 2014年 |
| ------------------------------------------------------------- | ------------- | ------------- | ------------- | ------------- | ------------- | ------------- |
| CDU                                                           | 21,253        | 21.4          | 10            | 21,195        | 25.2          | 12            |
| SPD                                                           | 20,783        | 20.9          | 10            | 19,996        | 23.8          | 11            |
| DIE LINKE                                                     | 19,781        | 19.9          | 9             | 15,244        | 18.1          | 8             |
| Kreisbauernverband Prignitz (Bauernverband)                   | 14,395        | 14.7          | 7             | 11,602        | 13.8          | 6             |
| FDP                                                           | 8,730         | 8.8           | 4             | 5,824         | 6.9           | 3             |
| Freie Wähler Pro Prignitz (FWPP)                              | 8,779         | 8.8           | 4             | 5,252         | 6.2           | 3             |
| GRÜNE/B90                                                     | 2,891         | 2.9           | 1             | 4,083         | 4.9           | 2             |
| AfD                                                           | 841           | 1.0           | 1             |               |               |               |
| Deutsche Volksunion (DVU)                                     | 2,501         | 2.5           | 1             |               |               |               |
| Brandenburger Vereinigte Bürgerbewegungen/50Plus (BVB/50Plus) | 223           | 0.2           | 0             |               |               |               |

（2014年5月25日地方選挙結果）2014年の投票率は42.2%であった。2008年では47.7%あった。
郡議会にはCDU, SPD, DIE LINKE, Bauernverband会派とFWPP/FDP会派がある。

### 郡長
郡長は1993年に当郡が設置されてから一貫して2014年7月31日までハンス・ランゲ (Hans Lange, CDU) が務めてきた。1993年の初当選以降、2001年、2009年にも再選された。2014年に第3期の任期を満了した。
2014年5月11日に当郡で初の郡長選挙の直接選挙が行われた。SPDが擁立し、Die Linkeから支援を受けた、無所属のトルステン・ウーエ (Torsten Uhe) は、第1回投票で対立候補に対して絶対多数を確保した。これはブランデンブルク州で初の出来事であった。トルステン・ウーエは、8月1日に郡長に就任した。

### 紋章
紋章は1994年3月14日に承認された。
紋章記述：「赤と銀が波型に分けられる。上部には嘴と爪が金で、羽を広げた銀の鵞鳥があり、その周りには半円を描く8つの真珠、下部には赤い舌で、歩を進める黒い狼」
意味：「上が赤、下が銀という盾の色分けは、ブランデンブルク州の色から採られている。波型の分割はエルベ川を表している。
羽を広げた鵞鳥は中世からの貴族、エーデルヘルのガンス・ツー・プートリッツ家（ドイツ語: Gans=「鵞鳥」）を想起させる。この一族は、12世紀にハーフェルベルク司教とともにプリーグニッツの地にキリスト教とドイツ文化を導入し、この地方に植民を進めた。一族のシンボルは、都市プートリッツの紋章にも表れ、以前はヴィッテンベルゲの紋章にも描かれていた。
真珠の輪は郡庁所在都市ペルレベルクを、狼は旧郡庁所在都市プリッツヴァルクを象徴する」
郡内のアムト、市町村の紋章はプリーグニッツ郡の紋章一覧を参照。

### 旗
旗は黒・白 (1:1) の横2色旗で中央に郡の紋章が付く。

## 経済と社会資本

### 経済
地域経済の特色は、農業生産、その加工、また中小の工業、様々な分野の手工業、サービス業である。
経済発展の重点拠点としてブランデンブルク州が支援する地域成長拠点は、本郡ではペルレベルク＝ヴィッテンベルゲ＝カルシュタット地域、プリッツヴァルク/ファルケンハーゲン周辺地域が指定されている。
工業地区は11か所が設けられている。

### 交通
連邦自動車道路ではA 24、A 19、連邦道路ではB 189、B 5であり、ペルレベルクで交差している。 B 103とB 107はプリッツヴァルクで交差し、この他にもB 195とB 321が通じる。
バス路線ではプリーグニッツ交通会社 (VGP) が運営している。
鉄道ではドイツ鉄道、私鉄の東ドイツ鉄道、ポツダム鉄道会社が運行している。
1970年頃まで旧東西プリーグニッツ郡では、狭軌と標準軌の東西プリーグニッツ郡小路線群が密な鉄道網を形成していた。

## 市町村
自治体領域改革の結果、郡内には26自治体があり、その内7つが都市である。
カッコ内は2023年12月31日における人口である。
| 都市 （¹アムト所属市） 1. バート・ヴィルスナック¹（2,577人） 2. レンツェン (エルベ)¹（2,066人） 3. マイエンブルク¹（2,129人） 4. ペルレベルク（12,026人） 5. プリッツヴァルク（11,736人） 6. プートリッツ¹（2,589人） 7. ヴィッテンベルゲ（16,982人） アムト非所属自治体 1. グロース・パンコウ (プリーグニッツ)（3,854人） 2. グムトウ（3,241人） 3. カルシュテット（5,848人） 4. プラッテンブルク（3,271人） | アムト及び所属自治体 （アムト庁舎所在地*） 1. アムト・バート・ヴィルスナック/ヴァイゼン（6,096人） 1. バート・ヴィルスナック、都市*（2,577人） 2. ブレーゼ（1,493人） 3. レーグデ/クヴィッツエーデル（575人） 4. リューシュテット（454人） 5. ヴァイゼン（997人） 2. アムト・レンツェン＝エルプタールアウエ（3,944人） 1. クムローゼン（717人） 2. ランツ（699人） 3. レンツェン (エルベ)、都市*（2,066人） 4. レンツァーヴィッシェ（462人） 3. アムト・マイエンブルク（4,130人） 1. ゲルツハーゲン（464人） 2. ハーレンベック＝ロールスドルフ（511人） 3. キュンマーニッツタール（376人） 4. マリーエンフリース（650人） 5. マイエンブルク、都市*（2,129人） 4. アムト・プートリッツ＝ベルゲ（4,708人） 1. ベルゲ（733人） 2. ギューリッツ＝レーツ（445人） 3. ピーロウ（418人） 4. プートリッツ、都市*（2,589人） 5. トリーグリッツ（523人） |

## ナンバープレート
1994年1月1日以来、識別記号の「PR」が割り当てられ、使用されている。
2000年頃までの旧郡時代には、特別なナンバーが与えられていた。
| 地域                 | アルファベット | 数字       |
| -------------------- | -------------- | ---------- |
| 旧ペルレベルク郡     | A から S       | 1 から 999 |
| 旧ペルレベルク郡     | AA から SZ     | 1 から 999 |
| 旧プリッツヴァルク郡 | T から Z       | 1 から 999 |
| 旧プリッツヴァルク郡 | TA から ZZ     | 1 から 999 |

## その他
郡内では、低地ドイツ語の一部である東低地ドイツ語が話される。
プリーグニッツ (Prignitz) とは、古ポラーブ語では Przegnica, またその元の形 Pregynica であり、意味は「通行不能の森林地帯」や「通行困難な地域」と訳すことができる。これはスラヴ系のルティチ族、ドレヴァニ族、ヘヴェリ族に由来し、西暦1100年以前に遡る。